# Swissnex
Swissnex est un réseau d'échanges scientifiques mis en place par la Suisse, dans le cadre de sa politique dans le domaine de la formation et de la recherche.
La première maison a été fondée par Xavier Comtesse le 10.10.2000 à Boston et le réseau est géré par le Secrétariat d’État à l'éducation et à la recherche ( Département fédéral de l'intérieur), en collaboration avec le Département fédéral des affaires étrangères.
Il existe des « Maisons suisses swissnex » à Boston, San Francisco , Shanghai, Bangalore et Rio de Janeiro.